# رضا درویشی
رضا درویشی (زادهٔ ۲۹ آبان ۱۳۶۵، شوش) یک بازیکن بازنشسته فوتبال اهل ایران است.
وی که سابقه بازی در تیم‌های استقلال اهواز، فولاد نوین، نفت مسجدسلیمان، فولاد خوزستان و ملوان بندر انزلی را در کارنامه دارد، برای تیم ملی فوتبال نوجوانان ایران نیز بازی کرده‌است.